# Contributions from the New South Wales National Herbarium
Contributions from the New South Wales National Herbarium (abreviado Contr. New South Wales Natl. Herb.) es una revista con ilustraciones y descripciones botánicas que fue editada en Australia desde 1939 hasta 1973, cuando fue reemplazada por Telopea.